# Captain Capa
Captain Capa ist eine deutsche Electronic-Band aus Bad Frankenhausen (Thüringen). Die Band steht seit 2010 bei Audiolith unter Vertrag, zuvor veröffentlichte sie auf Cobretti Records.

## Geschichte
Im November 2007 veröffentlichte die Band Hannes Naumann und Maik Biermann unter dem Namen Captain Capa die EP These Fights Are Never Over, die einige Monate später, erweitert um Remixe, als Special Edition erneut erschien. Von dieser EP stammt auch die im März 2008 veröffentlichte Single Adolescence.
Das erste Album der Band, Tonight Is the Constant, wurde vom Hamburger Elektro-Musiker Norman Kolodziej (Der Tante Renate, Bratze) produziert und erschien am 8. Mai 2009 bei Cobretti. Kolodziej sollte auch weiterhin eng als Produzent mit der Band zusammenarbeiten.
Von der Kritik wurde das Album wohlwollend aufgenommen. So schrieb Mathias Möller für das Onlinemagazin Laut.de, Tonight Is the Constant sei eine «wirklich passable Platte», bei der «Sound und Richtung stimmen». Kritisch beurteilte er hingegen die häufigen Referenzen an andere Titel und Künstler, für den Nachfolger wünsche er sich «etwas mehr Eigenständigkeit». In der Musikzeitschrift Intro befand Benjamin Walter, die Musik habe nicht viel mit Techno gemein, sondern lasse sich eher als «Hochgeschwindigkeitspop» einordnen, der aber direkt auf die Tanzfläche und weit darüber hinaus ziele. Besonders hob er zudem die Melodien und Refrains der Titel sowie die Arbeit von Produzent Kolodziej hervor.
Auf dem im April veröffentlichten Album Ausflug mit Freunden der Band Egotronic befindet sich mit dem Titel You eine Koproduktion mit Captain Capa. In seiner Rezension für Laut.de bezeichnete Mathias Möller diesen Song als die «bislang wohl beste Beziehungsnummer Egotronics». Sänger Hannes Naumann ist außerdem in Titeln der Bands Juri Gagarin und Kasaka als Gaststimme zu hören.
Im Sommer 2010 wechselten Captain Capa zum Hamburger Label Audiolith. Die erste Veröffentlichung ist eine Split-EP mit Supershirt, die den Titel Tote Tiere trägt und am 8. Oktober 2010 erschien. Zeitgleich gehen beide Bands auf eine mehrmonatige Deutschlandtournee.
Am 27. Mai 2011 erschien Captain Capas zweites Studioalbum Saved My Life, dieses wurde wie Tonight Is the Constant von Norman Kolodziej produziert und erschien wie die Tote Tiere EP auf Audiolith.
Captain Capa gewann im September 2011 den New Music Award, ein von jungen ARD-Radioprogrammen verliehener Musikpreis.
Im Sommer 2012 schloss sich Captain Capa der Vans Warped Tour durch die USA an. 2013 erschien der Longplayer Foxes. Des Weiteren trat Captain Capa beim Sziget-Festival auf und nahm 2014 erneut bei der Vans Warped Tour teil.
Im Januar 2015 gab die Band Maik Biermanns Ausstieg bekannt. In der Neubesetzung mit Marco Pilzecker (Supershirt) an der Gitarre und Mario Saegling an den Synthesizern blieben Captain Capa als Trio bestehen.
2017 nahm die Band ihr erstes Studioalbum This Is Forever in neuer Besetzung bei Norman Kolodziej im Château Brachial in Leipzig auf.

## Diskografie

### Alben
- 2009: Tonight Is the Constant (Cobretti)
- 2011: Saved My Life (Audiolith)
- 2013: Foxes (Audiolith)
- 2016: Death of a Hydra (Audiolith)
- 2017: This Is Forever (Audiolith)

### EPs
- 2007: These Fights Are Never Over (Cobretti)
- 2008: These Fights Are Never Over Special Edition (Cobretti)
- 2010: Tote Tiere (Split-EP mit Supershirt)
- 2011: Rivals (feat. Deniz Jaspersen Bonus Edition) (Audiolith)
- 2015: Death of a Hydra (Audiolith)

### Singles
- 2008: Adolescence (Cobretti)
- 2011: Faraday (Audiolith)
- 2011: Rivals (feat. Deniz Jasperspen von Herrenmagazin) (Audiolith)
- 2012: Berlin Fainting  (Audiolith)
- 2013: Foxes (Audiolith)
- 2014: Ikari – Where Do We Go Now (Audiolith)
- 2016: Haruka (Audiolith)